# Nátělník

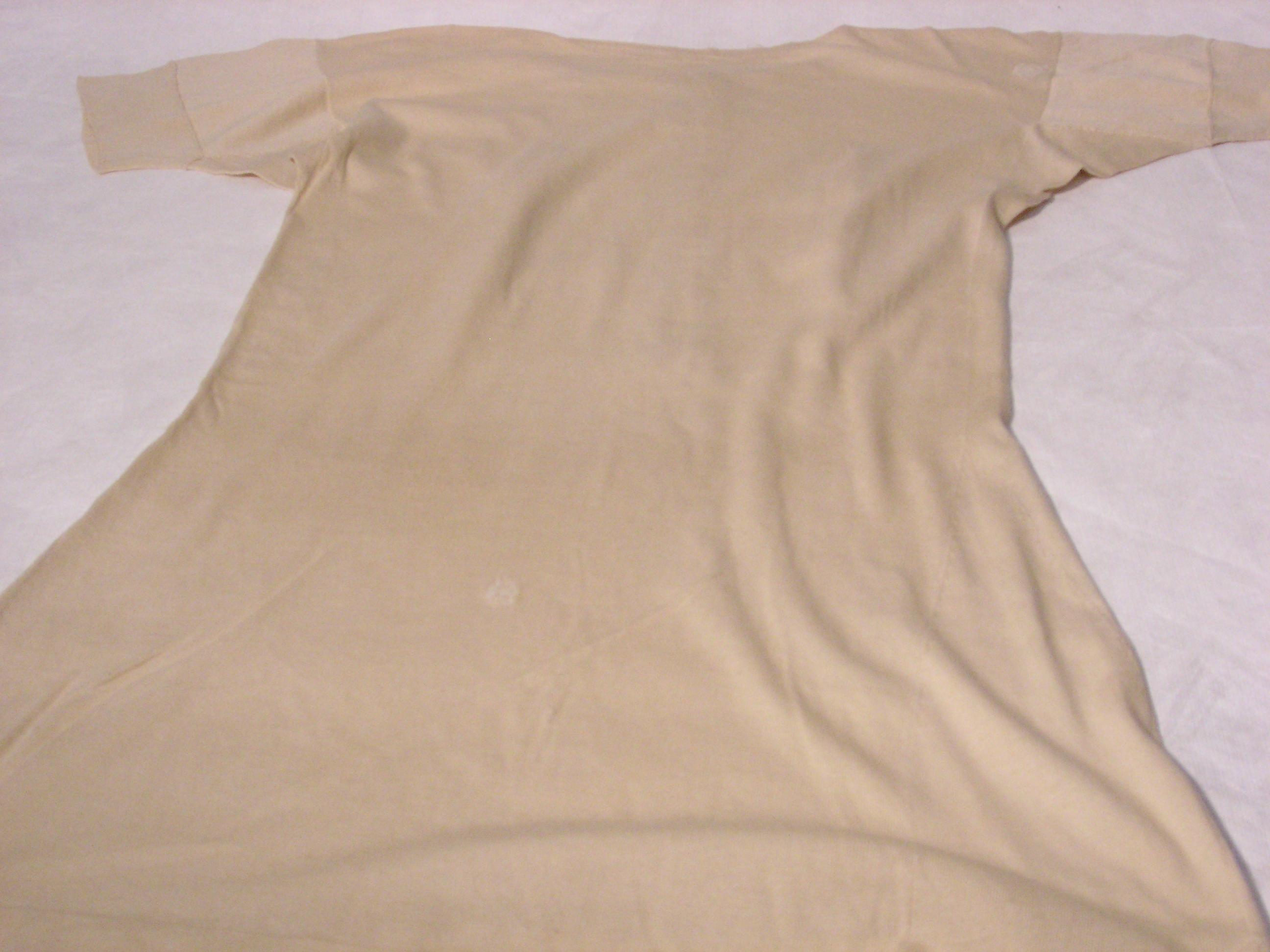
Nátělník

Nátělník je  pletený spodní oděv bez límce, trupový nebo rukávový. Nosí se přímo na těle pod košilí, halenkou nebo šaty, rukávy mohou být různé délky. Vpředu je po celé délce na zapínání nebo je určen k oblékání přes hlavu. Tvoří součást prádla, obvykle zimního, ale také cvičebního a sportovního oděvu.
Vyrábí se z bavlny, vlny i umělých vláken v různých směsích, obvykle se 120-250 g/m².